# Joseph Moerenhout (peintre)
Pour les articles homonymes, voir Moerenhout.
Joseph Moerenhout, né à Ekeren le 3 mai 1801 et mort à Anvers le 11 juin 1875) est un peintre et un graveur belge. 
Son champ pictural couvre la peinture animalière, les scènes de genre et les paysages.

## Biographie

### Famille
Joseph (Judocus Josephus) Moerenhout, né à Ekeren le 3 mai 1801, est le fils de Petrus Moerenhout (1756-1837), boulanger, et de Joanna Jacobs, née en 1760 à Hoogerheide aux Pays-Bas. Il est le frère du diplomate Jacques-Antoine Moerenhout (1796-1879). Il épouse le 31 mai 1854 à La Haye Joanna Catharina Mulder (1825-1894), dont il a notamment un fils : le peintre Victor Moerenhout (1856-1935).

### Formation
Joseph Moerenhout est d'abord apprenti auprès du peintre anversois Henri Van der Poorten, spécialisé dans la représentation animalière, genre que son élève privilégie tout au long de sa future carrière. Ensuite, il étudie à l'Académie royale des beaux-arts d'Anvers de 1817 à 1820, avant de développer son talent dans l'atelier du peintre Horace Vernet à Paris,.

### Carrière
Résidant à Anvers, Joseph Moerenhout y expose au salon triennal de 1822. En 1824, il s'installe à La Haye, avant de revenir l'année suivante à Anvers, où il forme des élèves, parmi lesquels Jacques Van Gingelen. À partir de 1831, il demeure de nouveau à La Haye, où il collabore avec les peintres Andreas Schelfhout et Louis Meijer, avant de revenir, en 1853, s'établir définitivement à Anvers, où il mène une carrière féconde.

### Mort
Joseph Moerenhout meurt, à l'âge de 74 ans, à son domicile rue des Images no 21 à Anvers.

## Œuvres

### Caractéristiques
Joseph Moerenhout peint des scènes romantiques et réalistes dans lesquelles les chevaux jouent un rôle prépondérant. Ce sont des paysages avec des scènes de batailles ou d'escarmouches, des scènes de chasse ou des scènes avec des pêcheurs, des ramasseurs de plage, des voyageurs, des charretiers ou des scènes chez un maréchal-ferrant, un vétérinaire, un estaminet rural et aussi des écuries.

### Expositions

#### Expositions en Belgique
- Salon d'Anvers de 1822 : Vue prise dans les environs d'Anvers, peinte d'après nature et Paysage[6].
- Salon de Gand (XII) de 1823 : Paysage (avec des vaches au repos sur une prairie)[7].
- Salon de Gand (XIII) de 1826 : Un cheval entier arabe et Une halte de deux cosaques à une auberge[8].
- Salon de Bruxelles de 1827 : Tableau de chevaux de poste, Chevaux de halage, Avant-poste de cosaques et Halte de chasseurs devant une auberge[9].
- Salon de Gand (XIV) de 1829 : Une course de chevaux au moment où deux cavaliers s'élancent dans l'arène et Des soldats allant en tirailleurs[10].
- Salon de Bruxelles de 1830 : Un Militaire blessé et Un rivage avec chevaux et figures[11].
- Salon de Gand (XV) de 1832 : figures du tableau Deux moulins, effet du soleil couchant de son élève Jacques Van Gingelen[5].
- Salon d'Anvers de 1840 : figures de Un hiver d'Andreas Schelfhout[12].
- Salon de Bruxelles de 1848 : Naufrage sur la côte de Hollande, près de Scheveningue[13].
- Salon de Bruxelles de 1851 : Le Retour de la chasse et, en collaboration avec Louis Meijer : Épisode de naufrage[14].
- Salon d'Anvers de 1852 : Plage de Scheveningen, Les Apprêts d'une promenade à cheval et Chevaux de trait[15].
- Salon de Bruxelles de 1854 : Repos de chasseurs[16].
- Salon d'Anvers de 1855 : Les Apprêts du départ pour la chasse, Déchargement du produit de la pêche sur la plage de Scheveningen et Le Passage de la rivière l'Y près d'Amsterdam[17].
- Salon de Bruxelles de 1857 : Préparatifs de départ pour la chasse[18].
- Salon d'Anvers de 1858 : Chevaux et bestiaux dans une prairie, La Fenaison et Une écurie[19].
- Salon de Gand (XXIV) de 1859 : Chevaux de trait[20].
- Salon de Bruxelles de 1860 : Chasse à l'oiseau, vue prise aux environs de Loo[21].
- Salon d'Anvers de 1861 : Conversation dans la prairie, Petit port de rivière, figures et chevaux, Écurie avec des chevaux, Les Apprêts du départ pour la chasse et Le Retour des champs[22].
- Salon de Gand (XXV) de 1862 : Le Carrousel[23].
- Salon de Bruxelles de 1863 : Chevaux de trait et Le Retour de la chasse au cerf[24].
- Salon d'Anvers de 1864 : Albert Dürer à la foire aux chevaux à Anvers en 1521 et Steeple-chase[25].
- Salon de Bruxelles de 1866 : La Plage de Scheveningue et Pillage et incendie de Borgerhout, faubourg d'Anvers, par les troupes de Marten van Rossem en 1542[26].
- Salon d'Anvers de 1867 : Philippe Wouvermans dans ses moments de loisir et Écurie avec chevaux[27].
- Salon d'Anvers de 1870 : Avant poste militaire et Misère de la guerre (esquisse)[28].
- Salon de Bruxelles de 1872 : Le Maréchal-ferrant et La Plage de Scheveningue[29].
- Salon d'Anvers de 1873 : Le Maréchal-ferrant[30].
- Salon de Gand (XXIX) de 1874 : Renseignements et Préparatifs pour le marché[31].
- Salon de Bruxelles de 1875 (posthume) : Cheval et bestiaux au pâturage[32].

#### Expositions aux Pays-Bas
Joseph Moerenhout participe régulièrement aux Expositions des maîtres vivants organisées dans les villes des Pays-Bas :
- Amsterdam : 1822, 1828, 1830, 1834, 1841, 1848, 1850, 1852, 1854, 1856 et 1860.
- La Haye : 1827, 1830, 1835, 1847, 1851, 1853, 1857, 1859, 1863 et 1866.
- Rotterdam : 1834.
- Utrecht : 1848.
- Leyde : 1850.

#### Exposition en France
- Salon de peinture et de sculpture de Paris en 1852 : Chevaux de traits à Scheveninge[4].

### Collections muséales

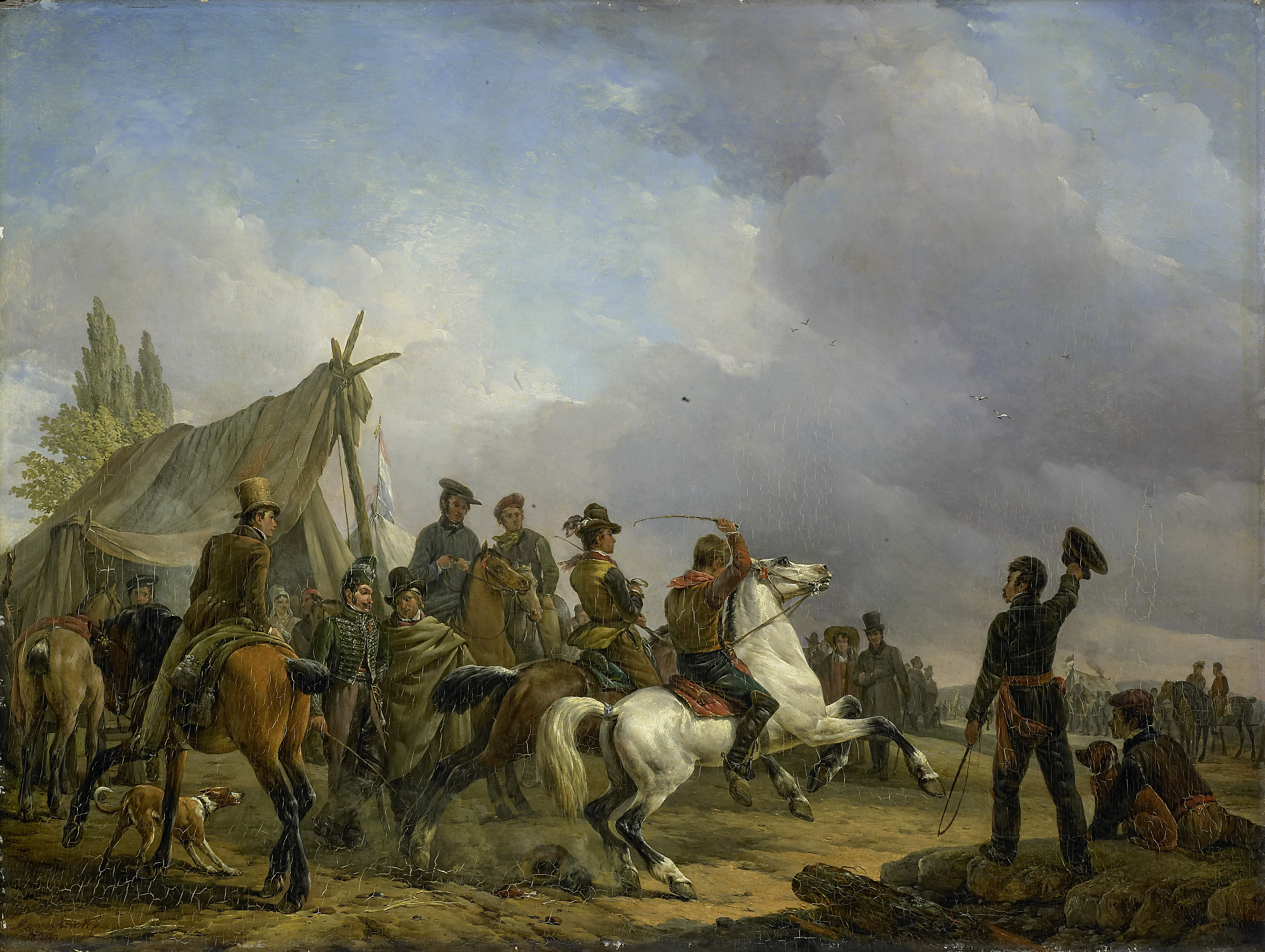
Course de chevaux (1829) au Rijksmuseum.

Des œuvres de Joseph Moerenhout sont conservées dans les lieux suivants :
- Amsterdam : 
  - Rijksmuseum : Avant-poste de cosaques (1827) et Course de chevaux (1829)[34].
  - Collections de la ville : Intérieur d'écurie (1840)[34].
  - Rijksprentenkabinet,
  - Stedelijk Museum.
- Bruxelles : au Sénat.
- La Haye : Musée d'Art de La Haye.
- Leyde : Rijksprentenkabinet.
- Liège : Grand Curtius.
- New-York : Collection d'estampes de la bibliothèque publique de New York.
- Rotterdam, Museum Boymans-van Beuningen.

### Galerie d'œuvres

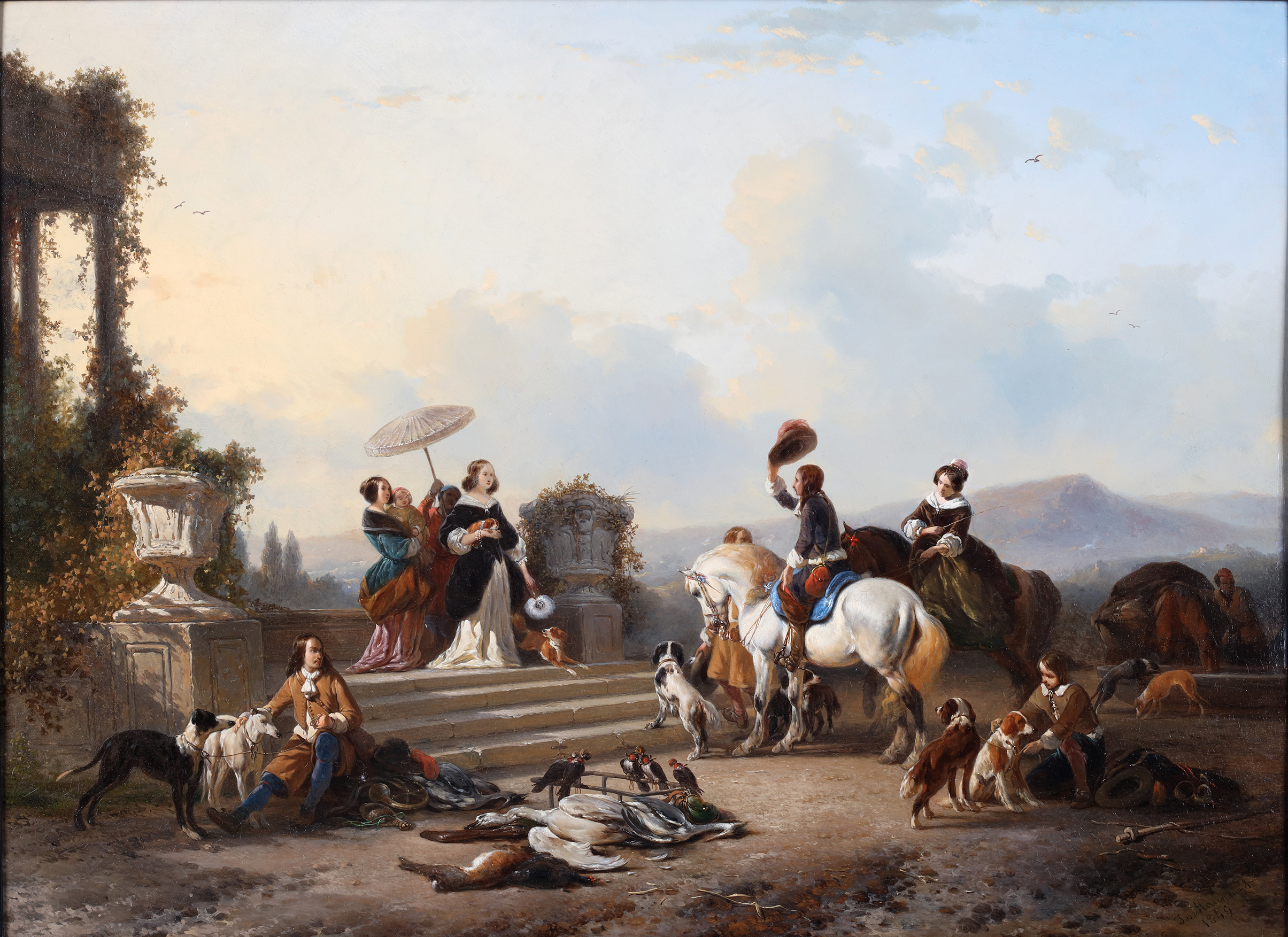
Le Retour de la chasse.
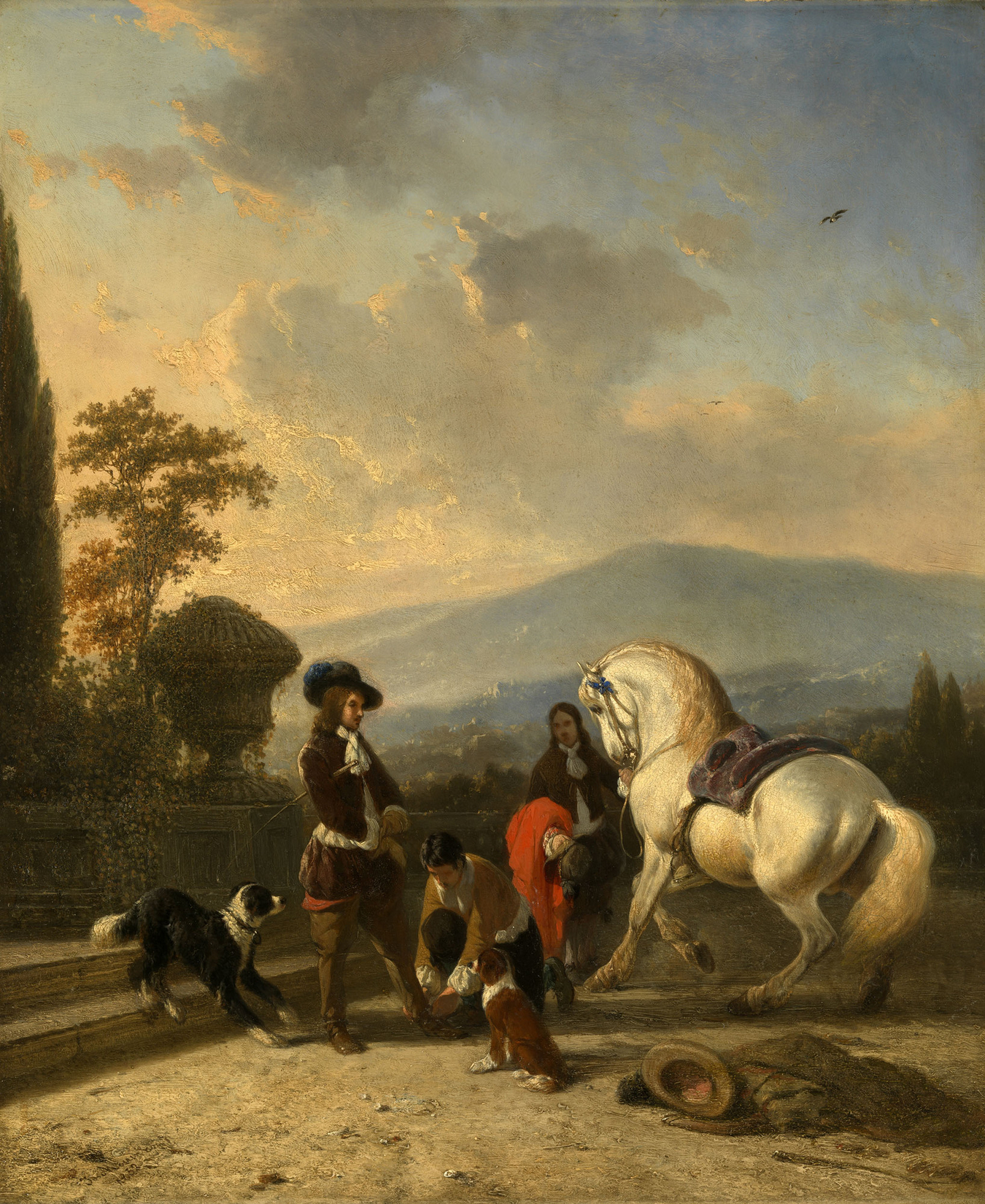
Le Départ pour la chasse (1852).
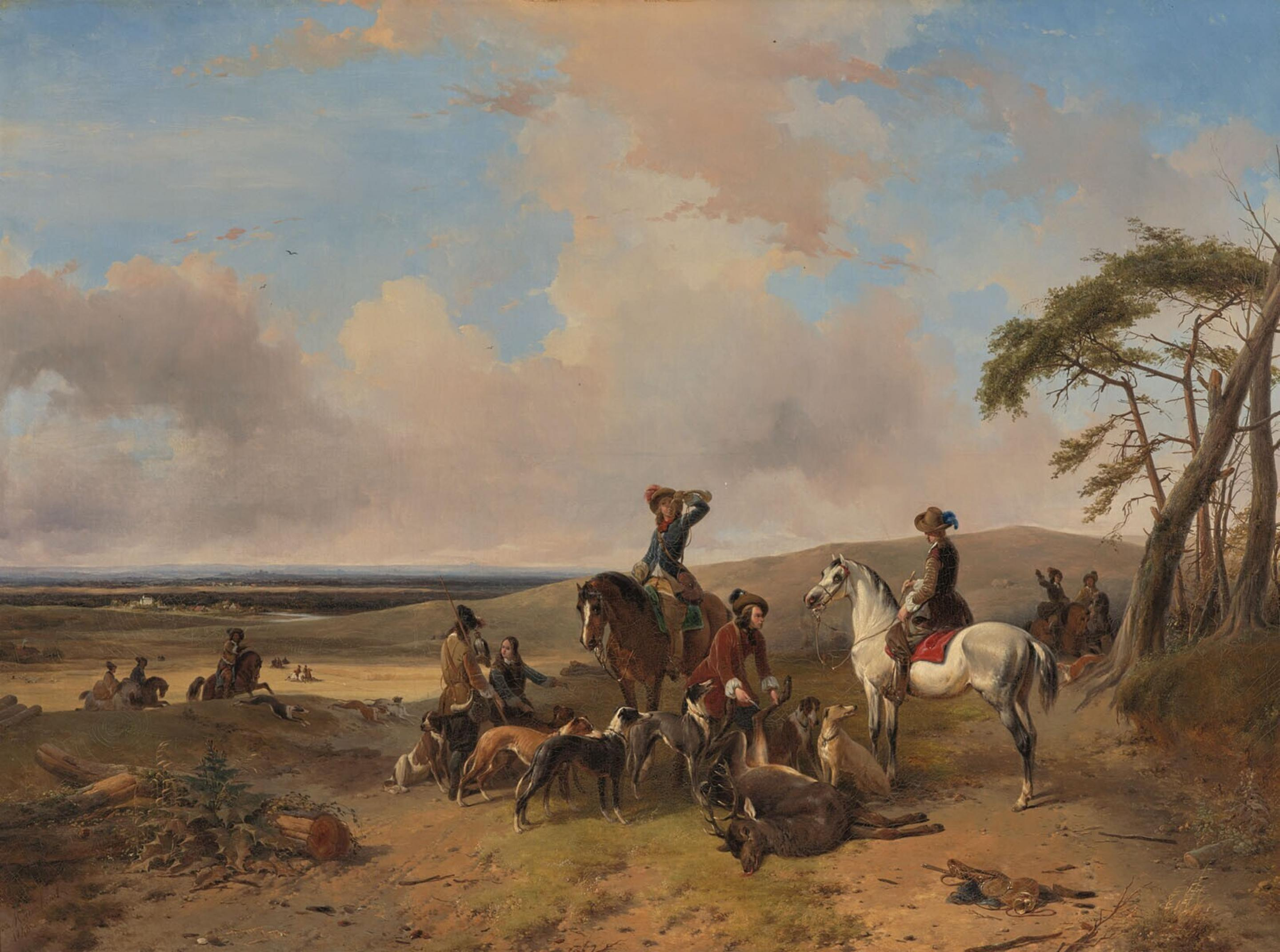
Paysage avec des chasseurs (1843).
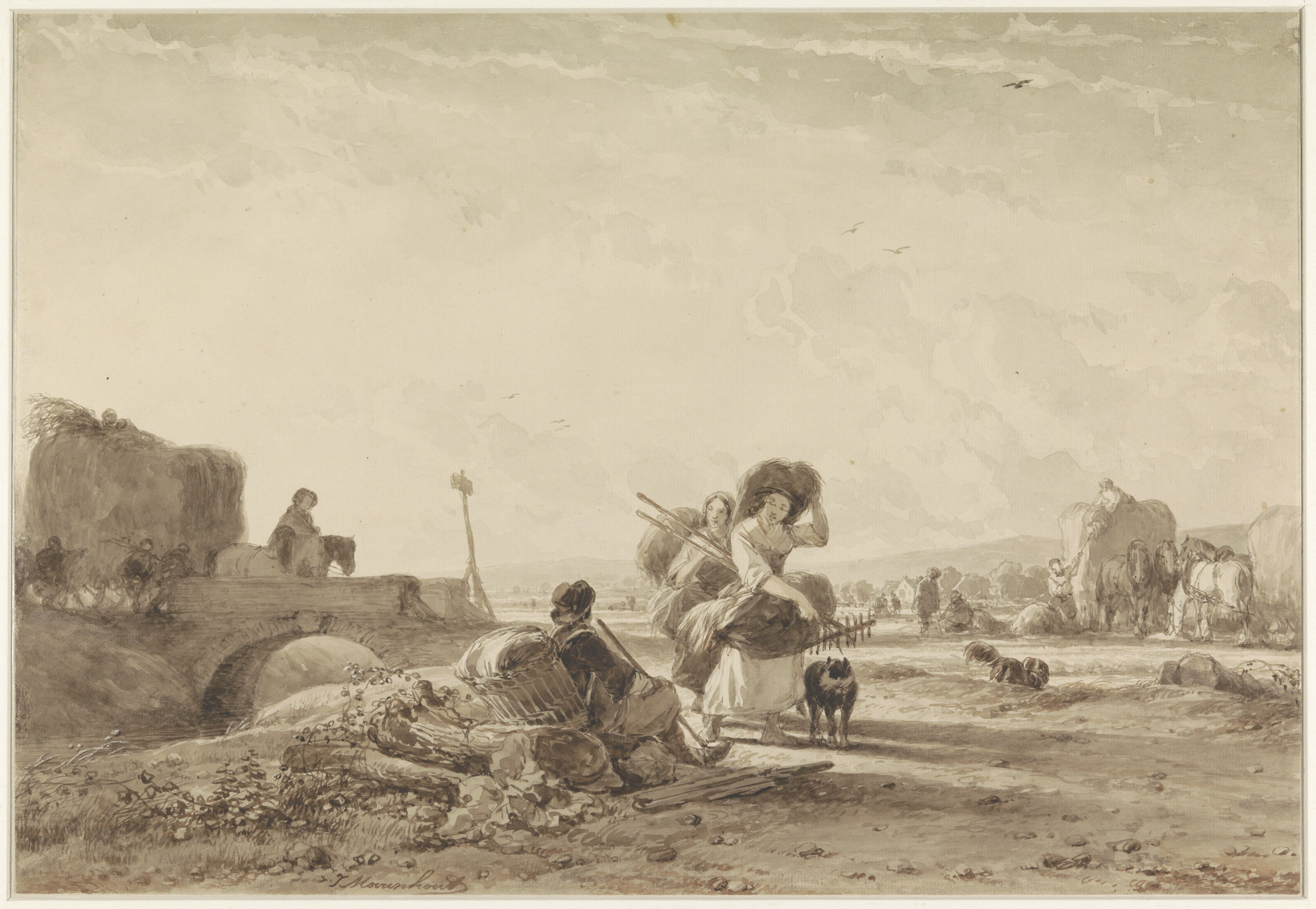
La Fenaison.

## Distinction
- Chevalier de l'ordre de Léopold (le 19 décembre 1864), à l'issue du Salon d'Anvers auquel il a participé[35].